# Ak Timur Bahadur
Ak Timur Bahadur (Aktemur Bahadur) fou un amir (general) de Tamerlà, fidel personal seu.
El 1366, després que Tamerlà va conquerir Karshi per sorpresa, les forces de Amir Husayn va fer una contraofensiva i van assetjar la població. Hi va haver diverses escaramusses i en una d'elles els amirs Balkhy Bugha i Ak Timur Bahadur amb 60 guerrers, van sorprendre als assetjants i els va derrotar però ja Husayn estava anant al lloc amb tropes que va combatre a la partida timúrida; Timur els va enviar 20 homes mes. Un combat entre el general enemic i Ak Timur Bahatur, va acabar amb la derrota del primer. El 1367, després d'una victòria de Tamerla sobre Husayn, les forces timúrides van atacar Samarcanda; el governador Khidr Bahadur no es va voler sotmetre i Tamerlà va atacar la ciutat, que no estava fortificada; el governador va haver de fugir; al sortir per una de les portes de la ciutat fou agafat pel carcaix per Ak Timur Bahadur, però el carcaix es va trencar i va aconseguir escapar.
Després de la victòria de Balkh (1370), Tamerlà el va nomenar encarregat del Gran Segell. En la campanya de Coràsmia de 1371 el príncep de Coràsmia Husayn Sufi va sortir amb el seu exèrcit d'Urganj avançant fins a la riba del riu Karan a uns 2 farsakhs (entre 6 i 10 km) de la fortalesa. Tamerlà va enviar a Ky Khuseru (Kai Khusraw Khuttalani) amb les seves forces cap a una posició en la qual va tallar la comunicació entre l'exèrcit del príncep i la fortalesa; llavors va ordenar a l'amir Muvayad Arlat pujar el riu amb la seva divisió, i després creuar-lo, i al mateix temps va enviar Khetay Bahadur al riu, per efectuar el pas mes amunt que aquest, i a Ak Timur li va ordenar creuar amb la seva divisió davant l'enemic; les tres divisions van passar el riu amb els seus cavalls quasi nedant i van arribar a la riba oposada; llavors es va acostar Tamerlà i Husayn Sufi veient la situació desesperada de les seves tropes, va fugir sol cap el fort d'Urganj. Els soldats victoriosos de Tamerlà van posar setge a la fortalesa.
Després de l'execució d'Ali Dervix i Muhammad Dervix (1375), implicats en una conjura, el tuman dels selduz fou donat a Ak Timur Bahadur i es conservarà per molt de temps en la família. En la campanya de Mogolistan del 1377 va manar l'avantguarda junt amb Abas Bahadur; aquesta avantguarda va aconseguir localitzar al kan Kamar al-Din a Bugham Asighul; les forces del kan foren atacades i després d'un breu combat foren posats en fuita. Després, el mateix any, en la guerra contra la Horda Oriental (Horda Blanca en la tradició persa), es va trobar (juntament amb l'amir Allahdad) amb dos oficials dels mogols, Ulug Satkin (el Satkin Vell) i Natxuk Satkin (el Satkin Jove) que amb 100 cavallers, estaven buscant informació sobre l'exèrcit de Tamerlà i es van enfrontar; Ak Timur i Allahdad van fingir un retirada passant sobtadament a l'atac i derrotant a l'enemic que va fugir; Kepek Wichi (Kebekji), nebot d'Ak Timur, que tenia el càrrec de yurtji (intendent), va empaitar a Natchuk Satkin (el Jove) i el va matar; l'amir Hindu Shah va perseguir a Ulug Satkin (el Vell) i el va fer presoner i el va portar a Tamerlà.
En la campanya al Sistan el 1383, des de Farah, Tamerlà el va enviar a assolar la ciutat de Sistan i tota la regió. El 1384 en la campanya de Gurgan i Astarabad contra Amir Wali, va destacar en els combats com també ho va fer el seu fill Shaikh Timur. No consta la data de la seva mort però ja s'havia produit el 1390.